# Jacob Öberg
Jacob Olav Göran Öberg, född 1982 i Umeå, är en svensk jurist och professor, verksam vid Syddansk Universitet i Odense.
Öberg är uppvuxen i Umeå och erhöll 2007 juristexamen vid Stockholms Universitet. Efter några års anställning som biträdande jurist vid Advokatfirman Delphi påbörjade han forskarstudier i Europeisk unionsrätt vid European University Institute i Florens, där han disputerade 2014. Han anställdes som universitetslektor i rättsvetenskap vid Örebro Universitet där han 2016 antogs som docent och sedan 2023 är gästprofessor på deltid. 2023 rekryterades han till Syddansk Universitet som professor i EU-rätt. Han har även varit verksam som gästforskare vid universiteten i Amsterdam och Lund.
Öbergs forskning rör konstitutionell EU-rätt, EU-straffrätt samt generella frågor om straffrättsliga sanktioner och kriminalisering - ofta utförd i gränslandet mot andra samhällsvetenskapliga discipliner. Han har publicerat ett stort antal vetenskapliga verk och anlitats som expert rörande frågor om implementering av EU-lagstiftning i Sverige samt kriminalisering av brott på EU-nivå.